# Jerome Kohl
Jerome Joseph Kohl (* 27. November 1946; † 4. August 2020) war ein US-amerikanischer Musikwissenschaftler. Er gab eine Fachzeitschrift heraus, unterrichtete Blockflöte und war Mitbegründer der Early Music Guild in Seattle. Er arbeitete als Musiktheoretiker an der University of Washington und war international anerkannt als Experte für die Musik Karlheinz Stockhausens.

## Leben
Jerome Kohl wuchs in Lincoln, Nebraska, mit drei Geschwistern auf. Während seiner Schul- und Collegezeit spielte er Klarinette im örtlichen Sinfonieorchester. Er schloss das Studium der Musikwissenschaft an der University of Nebraska 1971 als Master of Music ab.:242 Er wurde zur Army eingezogen, wo er während der Zeit des Vietnam-Kriegs in einer Band spielte. Anschließend begann er Studien in Musiktheorie an der University of Washington in Seattle. In den 1970er Jahren trat Kohl in die Seattle Recorder Society (Blockflötengesellschaft von Seattle) ein, besuchte ihre Treffen und unterrichtete mehrere Jahrzehnte lang, sowohl in der Gesellschaft als auch privat. 1976 war Kohl Mitbegründer der Early Music Guild (Alte-Musik-Gilde; EMG; später: Early Music Seattle), die internationale Musiker zum Auftritt in Seattle motivierte. Einmal im Monat veranstaltete die EMG ein Konzert mit lokalen Musikern, und Kohl bestritt 1980 ein Konzert mit Musik vom 14. Jahrhundert bis zur Moderne.

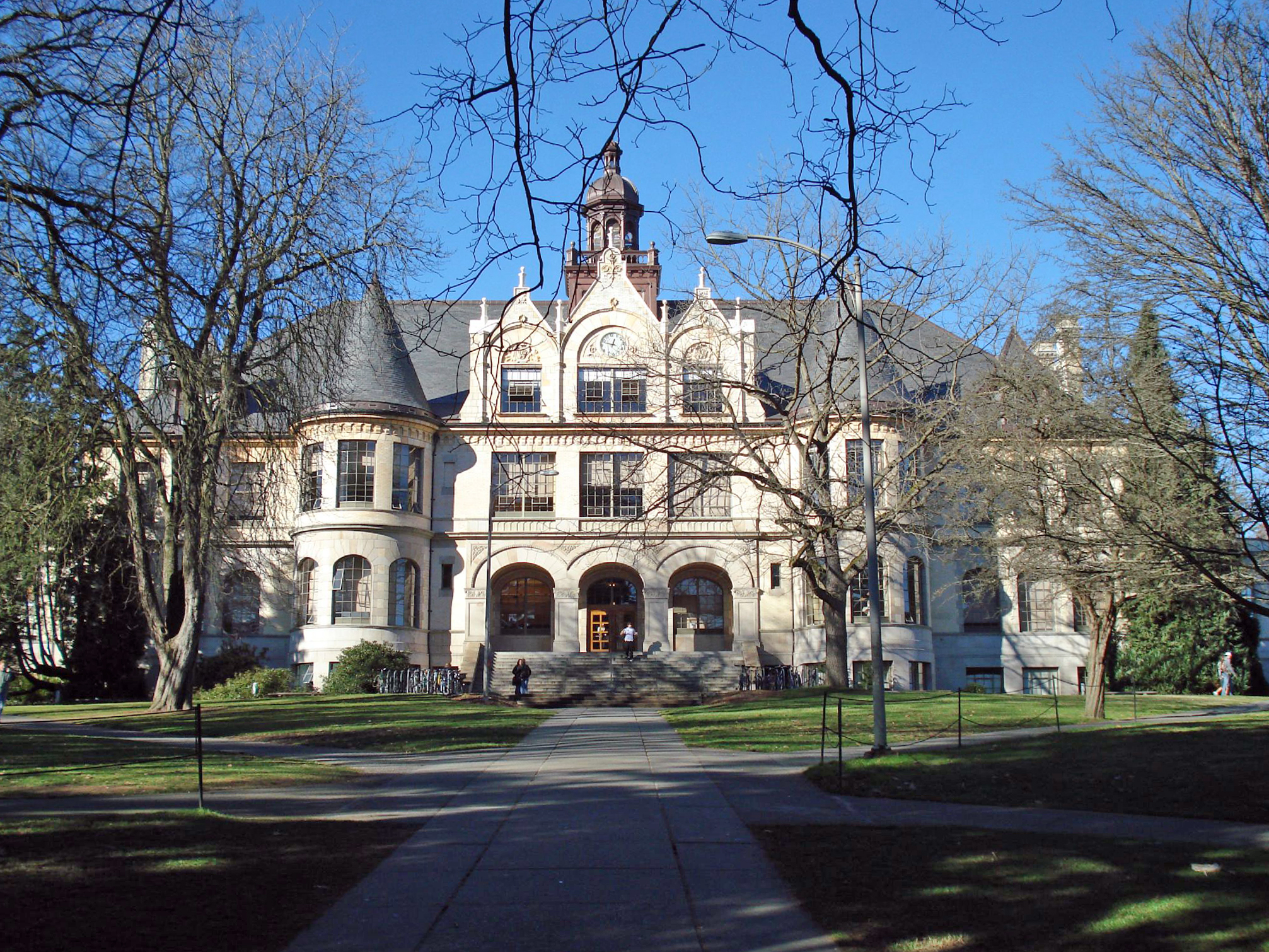
Denny Hall, Sitz des Classics Department an der University of Washington

Kohl beendete seine Studien 1981 mit einer Doktorarbeit zum Thema Serial and Non-Serial Techniques in the Music of Karlheinz Stockhausen from 1962–1968 (Serielle und nicht-serielle Techniken in der Musik von Karlheinz Stockhausen zwischen 1962 und 1968). Er war Herausgeber der Fachzeitschrift Perspectives of New Music von 1985 bis 1999. Von 2005 bis 2018 war Kohl Secretary of the Department of Classics an der University of Washington. 2018 wurde er außerdem Administrative Assistant an der Fakultät für Politikwissenschaften derselben Universität.
Im Zentrum seiner Forschung stand Zeitgenössische Musik. Er wurde international als ein führender Experte für die Musik von Karlheinz Stockhausen anerkannt. Er nahm an internationalen Konferenzen zu dessen Musik teil, reiste einmal im Jahr nach Europa, arbeitete mit Stockhausen zusammen und veröffentlichte Bücher zusammen mit ihm.
Kohl starb in Seattle im Alter von 73 Jahren an einem Herzinfarkt. Sein Leben wurde in einem Memorial in Perspectives of New Music gewürdigt, das sein 2017 erschienenes Buch über Stockhausens Komposition Zeitmaße als ein erstaunliches Meisterwerk („an astounding masterpiece“) einschätzte.

## Veröffentlichungen
- Serial and Non-Serial Techniques in the Music of Karlheinz Stockhausen from 1962–1968. University of Washington, 1981, OCLC 15544439.
- Stockhausen on Opera. In: Perspectives of New Music. 23. Jahrgang, 1985, S. 24–39, doi:10.2307/832695.
- Four Recent Books on Stockhausen. In: Perspectives of New Music. 37. Jahrgang, Nr. 1, 1999, S. 213–245, doi:10.2307/833632.
- A Gedenkschrift for Karlheinz Stockhausen. In: Perspectives of New Music. 50. Jahrgang, Nr. 1–2, 2012, S. 306–312, doi:10.7757/persnewmusi.50.1-2.0306.
- Karlheinz Stockhausen: Zeitmaße. Routledge, New York 2017, ISBN 978-0-7546-5334-9.